# Stefan Nemanja
Stefan Nemanja (crkvenoslavenski: Стѣфань, srpski: Стефан Немања), crkveno ime sveti Simeon, Ribnica (Podgorica), današnja Crna Gora, 1113. - Hilandar, današnja Grčka, 13. veljače 1199.), bio je veliki župan raški 1166. – 1196., rodonačelnik srpske kraljevske loze Nemanjića.

## Životopis
Stefan Nemanja rođen je 1113. godine u Ribnici (Podgorica), današnja Crna Gora. Kao župan upravljao je oblastima oko Toplice, donje doline Ibra, Rasine, Reke i Dubočice. U doba njegova rođenja kraljevina Duklja je bila katolička i kršten je po katoličkom obredu. 

Bio je vjenčan s Anom, crkvenoga imena sveta Anastasija. Prihvatio je vazalski odnos prema Bizantu, s kojim je često ratovao do smrti cara Manuela Komnena 1180. godine, kada ga je napao najprije s Mađarima, a potom i sam, i uspio proširiti državu priključivši Raškoj dukljansku državu, Trebinje, Hum i Hvosno (današnja Metohija). Poslije neuspješnog pokušaja sklopanja saveza s njemačkim carem Friedrichom Barbarossom u borbi protiv Bizanta, morao je Bizantu vratiti osvojene teritorije preko Morave, ali je zadržao samostalnost Raške. 1185. godine razorio je gradove Danj, Sard, Skadar, Svač i Ulcinj, a osvajanje gradova u Duklji (Zeti) završio je 1186. godine. Grad Bar pao je kasnije (oko 1189. godine) i izgleda sačuvao svoju autonomiju. Grad Kotor je pošteđen razaranja, a veliki župan je u njega prenio i jednu od svojih rezidencija ("dvor").
Ratovao je i s Dubrovnikom, ali pošto ga nije uspio osvojiti, sklopio je mir 1186. godine (sačuvan je primjerak toga ugovora na latinskome jeziku, s potpisom Stefana Nemanje) i dopustio Dubrovčanima slobodno trgovanje po Raškoj te korištenje pašnjaka i šuma. Imao je značajan oslonac u crkvi, što mu je pomoglo u učvrsćivanju vlasti te razvijanju feudalizma, dajući joj za uzvrat određene povlastice, velike zemljišne posjede, zidajući manastire i crkvene hramove (Studenica, Đurđevi stupovi, Manastir presvete Bogorodice te Manastir Svetog Nikole kraj Kuršumlije). Oštro se suprotstavio širenju bogumilskog pokreta na srpskim teritorijima. Bogumile je progonio. Nakon što se Bizant oslobodio pritiska križara, bizantska se vojska sukobila s Nemanjom i potukla ga na rijeci Moravi 1190. godine.
Godine 1196. odrekao se prijestolja u korist srednjega sina Stefana Prvovjenčanog, zamonašio se u Studenici i uzeo ime Simeon, a potom otišao na Svetu Goru, gdje je s najmlađim sinom, Rastkom Nemanjićem, podigao manastir Hilandar načinivši od njega značajno srednjovijekovno književno i duhovno središte. U njegove se zadužbine u Srbiji ubrajaju Bogorodičin manastir i Sveti Nikola kod Kuršumlije, Đurđevi stupovi i Studenica. Umro je u Hilandaru te proglašen za sveca a njegove moći se nalaze u manastiru Studenica.

## Galerija
- spomenik Stefana Nemanje u Beogradu
- portret Stefana Nemanje, freska u Bogorodičinom manastiru, 1568.
- sv. Simeon, freska u crkvi Bogorodica Ljeviška u Prizrenu
- Sv. Simeon sa svojim sinom Savom
- Stefan Nemanja Povelja
- pečat Stefana Nemanje
- manastir Sveti Nikola kod Kuršumlije